# Kørsel med Grønlandske Hunde
A Kørsel med Grønlandske Hunde egy dán fekete-fehér némafilm, amelyet 1897-ben Peter Elfelt fotográfus készített. Ez volt sorrendileg az első Dániában forgatott filmfelvétel. Az egy percnél rövidebb idejű film Johan Carl Joensen dán kolóniamenedzsert mutatja be, ahogy a Koppenhágában lévő parkban, a Fælledparkenen keresztül hajt egy szánt, melyet grönlandi kutyák húztak.
Kutyaszán közeledik a kamera felé egy lapos, hóval borított tájon, majd eltűnik a képből. Pár másodperc múlva hátulról jelenik meg, miközben a fogathajtó fut a szán után.
Elfelt a felvételt olyan kamerával forgatta, melyet részletes tervek alapján készített el, utóbbiakat Jules Carpentier francia feltalálótól kapta.
Amerikában a némafilm Traveling with Greenlandic Dogs  címmel volt látható (Utazás grönlandi kutyákkal).

## Háttérinformációk
A dán némafilmet később újra felhasználták az Eventyret om dansk film 1: Filmen kommer til Danmark – 1896-1909 dokumentumfilmhez.
Peter Elfelt 1897–1907 között több mint 30 filmet készített.

## Fordítás
- Ez a szócikk részben vagy egészben  a   Kørsel med Grønlandske Hunde című angol Wikipédia-szócikk ezen változatának fordításán alapul.  Az eredeti cikk szerkesztőit annak laptörténete sorolja fel. Ez a jelzés csupán a megfogalmazás eredetét és a szerzői jogokat jelzi, nem szolgál a cikkben szereplő információk forrásmegjelöléseként.
- Ez a szócikk részben vagy egészben  a   Kørsel med Grønlandske Hunde című német Wikipédia-szócikk ezen változatának fordításán alapul.  Az eredeti cikk szerkesztőit annak laptörténete sorolja fel. Ez a jelzés csupán a megfogalmazás eredetét és a szerzői jogokat jelzi, nem szolgál a cikkben szereplő információk forrásmegjelöléseként.